# Смяч (Корюківський район)
Смяч — село в Україні, у Сновській міській громаді Корюківського району Чернігівської області.

## Загальна інформація
Розташоване на березі річки Смяч, яка є притокою річки Снов і впадає в неї якраз на околиці села. Навколо села є поля, луки, ліс, озера, зокрема багатьом відоме місце відпочинку «Білі береги». Сільське господарство перебуває в занепаді. Колгосп розпався, а все, що лишило після нього, було розкрадено. В селі вже не працює Смяцька неповна середня школа, розрахована на навчання близько 600 школярів. Від двоповерхового дитсадка залишилися напіврозвалені голі стіни. Також функціонують 4 магазини, «генделик», сільрада, пошта.

## Географія
У селі річка Безіменна впадає у річку Смяч.

## Населення

### Мова
Розподіл населення за рідною мовою за даними перепису 2001 року:
| Мова       | Кількість | Відсоток |
| ---------- | --------- | -------- |
| українська | 864       | 99.54%   |
| російська  | 4         | 0.56%    |
| Усього     | 868       | 100%     |

## Історія
12 червня 2020 року, відповідно до розпорядження Кабінету Міністрів України № 730-р «Про визначення адміністративних центрів та затвердження територій територіальних громад Чернігівської області», увійшло до складу Сновської міської громади.
19 липня 2020 року, в результаті адміністративно-територіальної реформи та ліквідації Сновського району, село увійшло до складу Корюківського району.

## Назва
Назва села походить від назви однойменної річки (Смяч), що протікає біля населеного пункту.

## План-схема села

Схема села Смяч

## Відомі особистості
- Грищенко Володимир Васильович (нар. 1955) — художник.
- Купрієнко Олег Васильович — народний депутат України 8-го скликання.